# Nikos Dimou
Nikos Dimou (in greco Νίκος Δήμου?, Níkos Dímou; Atene, 1935) è uno scrittore, filosofo, editorialista e poeta greco, considerato uno dei più noti e prolifici intellettuali della penisola ellenica.

## Biografia
Si è laureato all'Athens College e ha studiato letteratura francese ad Atene. Dal 1954 al 1960, ha studiato filosofia all'Università di Monaco in Germania. Ha pubblicato il suo primo libro all'età di diciotto anni. Nel 1962, ha cominciato a lavorare nella pubblicità e nel 1965 fonda una propria azienda di comunicazione. Nascono così annunci e iniziative pubbliche (ad esempio,'Non dimentico Cipro' per la tragedia di Cipro di 1974). Nel 1983, si ritira da tutte le attività imprenditoriali per lavorare a tempo pieno come scrittore e pioniere dei media. Già dal 1979 Dimou aveva cominciato a scrivere articoli e rubriche per riviste e giornali.
Dimou ha presentato il suo primo talk-show alla televisione greca nel 1979, Μία Ταινία - Μία Συζήτηση (Una pellicola-Una discussione), e ci tornò nel 1987 con lo spettacolo Διάλογοι (Dialoghi). Ha anche diretto Περιπέτειες Ιδεών (Adventure di Idee) nel 1991, e Μεγάλες Παρεξηγήσεις (Grandi equivoci) nel 1999. Era anche socio fondatore della stazione 'Atene 98.4 FM'. Più tardi, ha diretto una emissione sul Terzo Programma della radio di stato ERA. Ha vinto due premi giornalistici (Abdi İpekçi e Botsis). Nel 1997 divenne cittadino onorario di Ermoupoli, città natale di sua madre. Nel 2000 Dimou ha ricevuto il premio Dimitris Mitropoulos.
Dimou ha pubblicato oltre 60 libri di letteratura e saggistica, tra cui L'infelicità di essere greci (Η δυστυχία του να είσαι Έλληνας), La classe sociale perduta (Η xαμένη τάξη), Apologia di un anti-ellenico (Απολογία ενός aνθέλληνα), Piccolo manuale di razionalità e di irrazionalità (Μικρό εγχειρίδιο ορθολογισμού και ανορθολογισμού) e La gatta di Corfù. Poesie con testo a fronte. Ha realizzato alcuni lavori fotografici per hobby, pubblicato due album fotografici e fatto tre mostre fotografiche. Per sette anni è stato editorialista della rivista LIFO e continua a scrivere alla stampa quotidiana e periodica.
Il suo libro L'infelicità di essere greci è stato ristampato 38 volte in Grecia e il suo libro di poesie Il libro dei gatti è un di più long-sellers degli ultimi quarant' anni. L'opera di Nikos Dimou è stato pubblicata in dieci lingue.